# Pnirontis languida
Pnirontis languida är en insektsart som beskrevs av Carl Stål 1859. Pnirontis languida ingår i släktet Pnirontis och familjen rovskinnbaggar. Inga underarter finns listade i Catalogue of Life.